# Ruta Nacional 232 (Argentina)
La Ruta Nacional 232 es una carretera argentina totalmente pavimentada, que se encuentra en el norte de la Provincia de Río Negro y el sur de la Provincia de La Pampa, uniendo la Ruta Nacional 152 y el empalme con la Ruta Nacional 22 en la localidad de Chelforó. Fue inaugurada el 12 de octubre de 1951.

## Localidades
Las ciudades y pueblos por los que pasa esta ruta de norte a sur son los siguientes (los pueblos con menos de 5000 habitantes figuran en itálica).

### Provincia de La Pampa
Recorrido: 75 km.
- Departamento Curacó: Gobernador Duval.

### Provincia de Río Negro
Recorrido: 41 km.
- Departamento Avellaneda: Paraje La Japonesa y Chelforó.

En distintos puntos de su recorrido en la provincia de Río Negro la Ruta Nacional 232 se encuentra próxima a varios sitios de interés  turístico entre ellos la Isla Santa Gregoria (cerca de Chimpay), Isla La Josefina (cerca de Chimpay), Aeropuerto Villa Regina, Isla de La Herradura (cerca de General Enrique Godoy), Laguna Lopez (cerca de Benjamin Zorrilla), Laguna La Amarga (cerca de Puelches), y la Laguna Roldan.

## Historia
El puente sobre el Río Colorado se inauguró en el año 1943. Previamente, desde fines del siglo XIX, circulaba una balsa.
La falta de mantenimiento de esta ruta desde el año 1980 hizo que quedara en estado casi intransitable.
Hasta el 5 de octubre de 1999 esta ruta formaba parte de la Ruta Nacional 152. Debido al cambio de trazado de esta ruta, el tramo correspondiente a la Provincia de Río Negro cambió su denominación a Ruta Nacional 232, mientras que el tramo correspondiente a la La Pampa fue cedida a la provincia denominándose Ruta Provincial 106. Debido a su importancia para el transporte terrestre de cargas, el 9 de noviembre de 2009 la Dirección Nacional de Vialidad y el Gobierno de la Provincia de La Pampa suscribieron un convenio por el que la ruta provincial mencionada regresaba a la jurisdicción nacional. Esto fue ratificado mediante la ley provincial 2567 publicada en el Boletín Oficial el 25 de junio de 2010.
El 15 de abril de 2009 el gobierno nacional comenzó las obras para pavimentar el tramo entre La Japonesa y Chelforó, en territorio rionegrino. Autoridades nacionales y provinciales inauguraron el camino sobre la nueva traza el 3 de julio de 2012.